# 耐糖因子
耐糖因子（たいとういんし）はグルコース・トレランス・ファクター (glucose tolerance factor, GTF) とも呼ばれる。
GTFを構成する主な物質クロモデュリン（オリゴペプチドとクロムが結合したもの）がインスリン受容体に結合し、インスリンの刺激伝達に関与すると言われている。
GTFを多く含む食品は、ビール酵母、未精製の穀類、エビ、キノコ類、レバーなど。